# Kampung Besar
Kampung Besar is een bestuurslaag in het regentschap Tangerang van de provincie Banten, Indonesië. Kampung Besar telt 11.686 inwoners (volkstelling 2010).